# Јесење сузе
Јесење сузе (тур. Son Bahar) турска је телевизијска серија, снимана 2008. године.
У Србији је приказивана током 2013. године на телевизији Хепи, синхронизована на српски језик. Синхронизацију је радио студио Хепи ТВ.

## Синопсис
Сабиха је лепа тридесетогодишњакиња. После своје матуре, као осамнаестогодишњакиња, удала се за своју велику љубав Мехмета са којим одлази да ради у Немачку. Зејно је њихова кћерка тинејџерка. На дан када је требало да се врати у Турску, Мехмета убијају криминалци на њене и кћеркине очи.
Међутим, праву истину о свом супругу Сабиха сазнаје тек након одласка у Турску и то да је годинама имао љубавницу са којом има сина. Љубавница му је претила како ће испричати истину Сабихи и преузети бригу о сину. Али Мехмет је убијен пре него што је она рекла Сабихи истину, као и друге ствари које је он крио од ње.
Сабиха се враћа у Турску са телом свог покојног супруга. У Истанбулу Сабиха почиње живети заједно са Мехметовом породицом Јилмаз, коју чине Мехметов ауторитативни старији брат Кемал, сестра Гулшен, која је пре много година била приморана да се растави, Гулшенин син Фарук који похађа средњу школу и млађи брат Садетин који ради као капетан на броду.